# Ubikinol-cytokrom c-reduktas

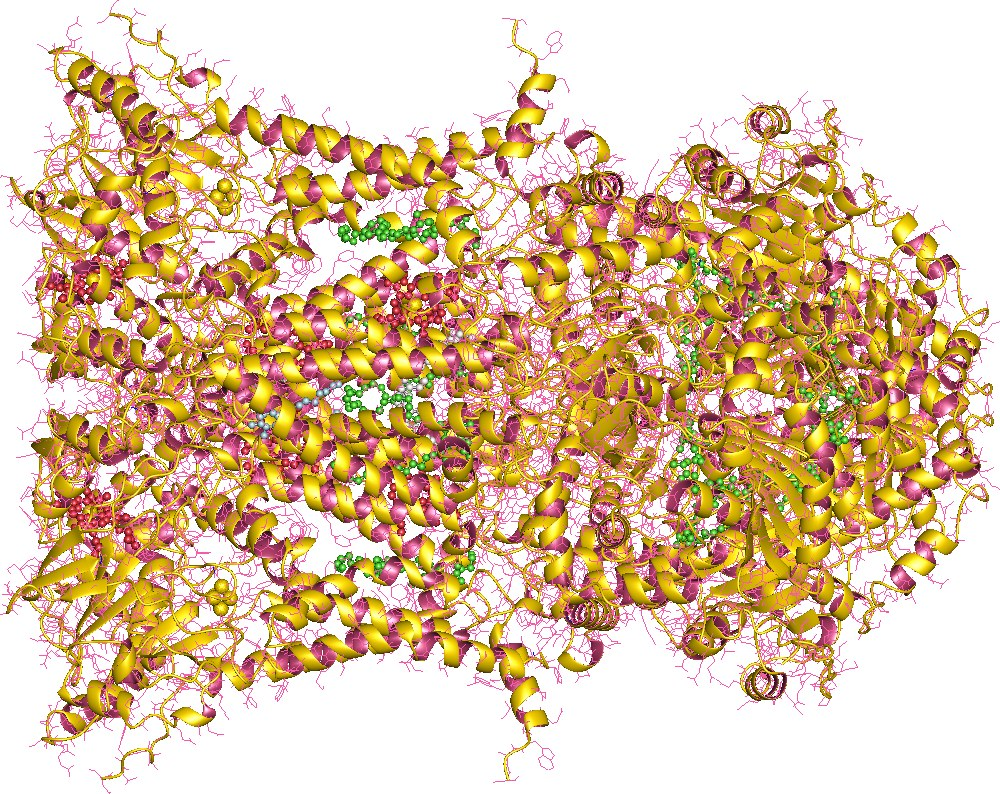
Ubikinol-cytokrom c-reduktas heterononamer, Gallus gallus.

Elektrontransportkedjan.

Ubikinol-cytokrom c-reduktas, koenzym Q–cytokrom c-oxidoreduktas eller komplex III är det tredje enzymatiska steget i elektrontransportkedjan, som spelar en avgörande roll i biokemisk generering av ATP (oxidativ fosforylering). Komplex III är ett transmembranprotein med flera underenheter som kodas av både mitokondriella (cytokrom b) och kärngenomet (alla andra underenheter). Komplex III finns i mitokondrierna hos alla djur och alla aeroba eukaryoter och de inre membranen hos de flesta bakterier. Mutationer i komplex III orsakar träningsintolerans såväl som multisystemstörningar. bc1-komplexet innehåller 11 underenheter, 3 respiratoriska underenheter (cytokrom B, cytokrom C1, Rieske-protein), 2 kärnproteiner och 6 lågmolekylära proteiner.
Ubikuinol-cytokrom-c reduktas katalyserar den kemiska reaktionen
QH2 + 2 ferricytokrom c {\displaystyle \rightleftharpoons } Q + 2 ferrocytokrom c + 2 H+ Således är de två substraten för detta enzym kinol (QH2) och ferri-(Fe3+) cytokrom c, medan dess 3 produkter är kinon (Q), ferro-(Fe2+) cytokrom c och H+.
Detta enzym tillhör familjen oxidoreduktaser, speciellt de som verkar på difenoler och relaterade substanser som donator med en cytokrom som acceptor. Detta enzym deltar i oxidativ fosforylering. Den har fyra kofaktorer: cytokrom c1, cytokrom b-562, cytokrom b-566 och ett 2-järn ferredoxin av Rieske-typ.

## Struktur

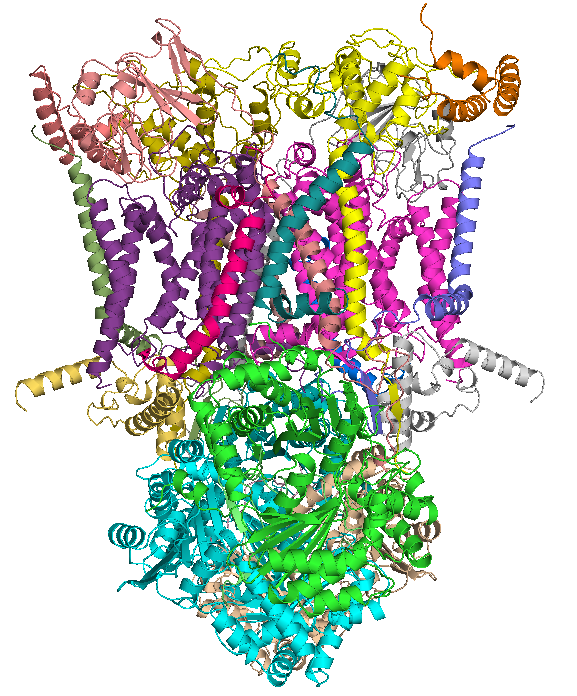
Kristallstruktur av mitokondriellt cytokrom bc-komplex bundet med ubikinon.

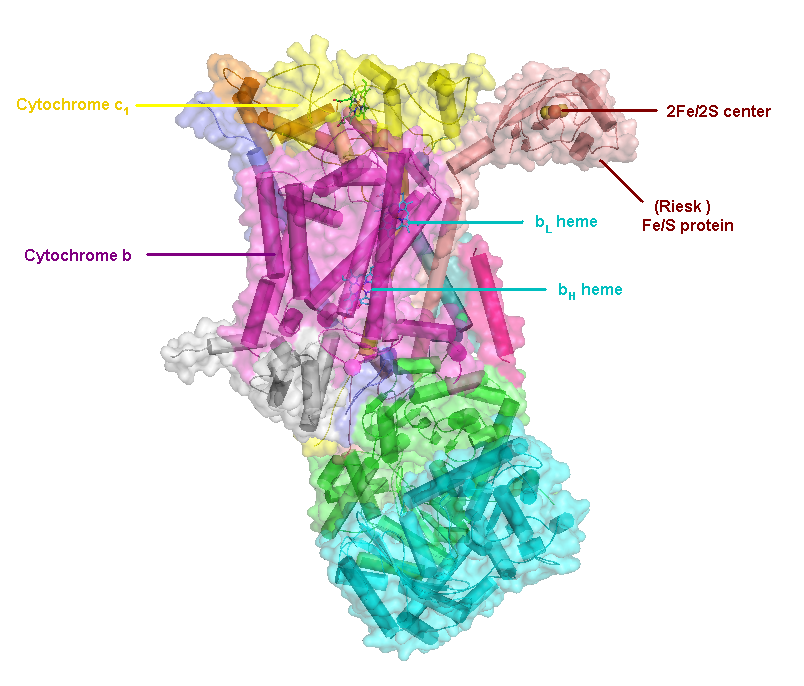
Struktur av komplex III (klicka för att förstora)

Jämfört med de andra större protonpumpande underenheterna i elektrontransportkedjan kan antalet underenheter som hittas vara litet, så litet som tre polypeptidkedjor. Detta antal ökar, och elva underenheter finns i högre djur. Tre underenheter har protesgrupper. Cytokrom b - underenheten har två b-typ hemer (bL och bH), cytokrom c-underenheten har en c-typ hem (c1), och Rieske Iron Sulphur Protein underenheten (ISP) har två järn, två svavel järn-svavelkluster (2Fe•2S).
Strukturer för komplex III: PDB: 1KYO, PDB: 1L0L

## Sammansättning av komplex
Hos ryggradsdjur innehåller bc1-komplexet, eller komplex III, 11 underenheter: 3 respiratoriska underenheter, 2 kärnproteiner och 6 lågmolekylära proteiner. Proteobakteriella komplex kan innehålla så få som tre underenheter.

## Reaktion

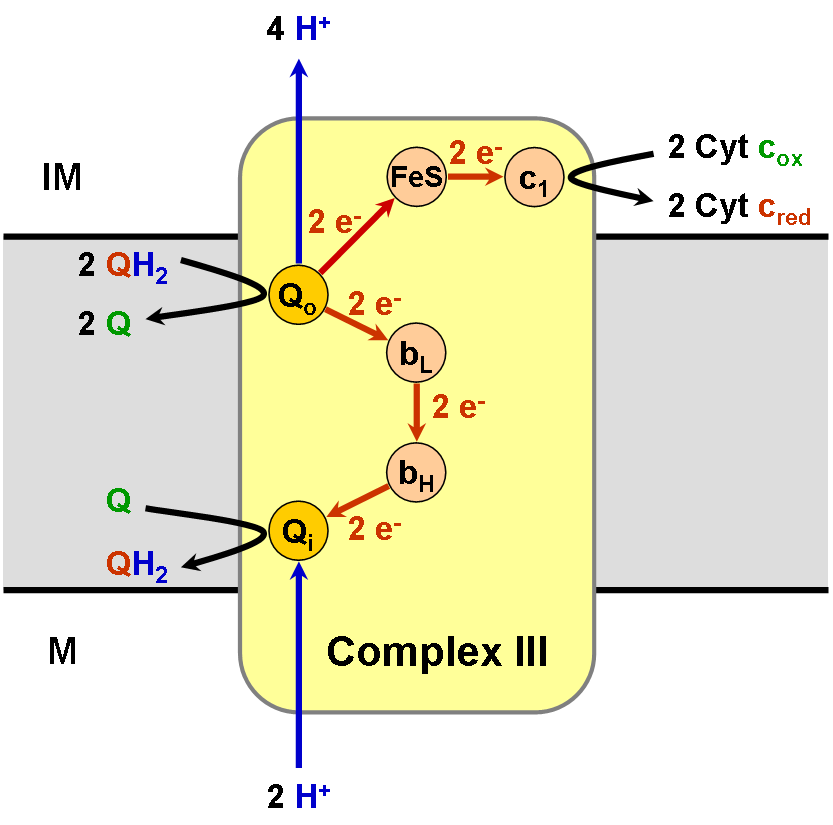
Schematisk illustration av komplex III-reaktioner

Det katalyserar reduktionen av cytokrom c genom oxidation av koenzym Q (CoQ) och samtidig pumpning av 4 protoner från mitokondriella matrisen till intermembranutrymmet:
QH2 + 2 cytokrom c (FeIII)  + 2 H+in → Q + 2 cytokrom c (FeII) + 4 H+out
I processen som kallas Q-cykel, förbrukas två protoner från matrisen (M), fyra protoner släpps ut i intermembranutrymmet (IM) och två elektroner leds till cytokrom c .

## Reaktionsmekanism

Q-cykeln

Reaktionsmekanismen för komplex III (cytokrom bc1, koenzym Q: cytokrom C-oxidoreduktas) är känd som ubikinoncykeln ("Q"). I denna cykel frigörs fyra protoner till den positiva "P"-sidan (mellanmembranutrymmet), men endast två protoner tas upp från den negativa "N"-sidan (matrisen). Som ett resultat bildas en protongradient över membranet. I den övergripande reaktionen oxideras två ubikinoler till ubikinoner och en ubikinon reduceras till ubikinol. I den kompletta mekanismen överförs två elektroner från ubikuinol till ubikuinon, via två cytokrom c-mellanprodukter. 

## Inhibitorer av komplex III
Det finns tre distinkta grupper av komplex III-hämmare.
- Antimycin A binder till Qi-stället och hämmar överföringen av elektroner i komplex III från hem bH till oxiderat Q (Qi-ställehämmare).
- Myxotiazol och stigmatellin binder till Q o -stället och hämmar överföringen av elektroner från reducerad QH 2 till Rieske järn-svavelproteinet. Myxotiazol och stigmatellin binder till distinkta men överlappande fickor inom Qo - stället.
- Myxotiazol binder närmare cytokrom bL (därav kallad en "proximal" hämmare).
- Stigmatellin binder längre från heme bL och närmare Rieske järn-svavelproteinet, med vilket det interagerar starkt.

Vissa har kommersialiserats som fungicider (strobilurinderivaten, varav de mest kända är azoxystrobin; QoI-hämmare) och som antimalariamedel (atovakvon).
Även propylhexedrin hämmar cytokrom c-reduktas.

## Fria syreradikaler
En liten del av elektronerna lämnar elektrontransportkedjan innan de når komplex IV. För tidigt elektronläckage till syre leder till bildning av superoxid. Relevansen av denna annars mindre bireaktion är att superoxid och andra reaktiva syreämnen är mycket giftiga och tros spela en roll i flera patologier, såväl som åldrande (friradikalteorin om åldrande). Elektronläckage sker huvudsakligen på Qo-platsen och stimuleras av antimycin A. Antimycin A låser b hemerna i det reducerade tillståndet genom att förhindra deras återoxidation vid Qi-stället, vilket i sin tur gör att steady-state-koncentrationerna av Qo-semikinonen ökar, varvid den senare arten reagerar med syre för att bilda superoxid. Effekten av hög membranpotential tros ha en liknande effekt. Superoxid som produceras vid Qo-stället kan frisättas både i mitokondriella matrisen och in i intermembranutrymmet, där den sedan kan nå cytosolen. Detta kan förklaras av det faktum att komplex III kan producera superoxid som membranpermeabel HOO• snarare än som membranogenomtränglig O−.
2.

## Mutationer i komplex III-gener i sjukdom hos människa
Mutationer i komplex III-relaterade gener manifesterar sig vanligtvis som träningsintolerans. Andra mutationer har rapporterats orsaka septo-optisk dysplasi och multisystemstörningar. Emellertid kan mutationer i BCS1L, en gen som styr korrekt mognad av komplex III, resultera i Björnstads syndrom och GRACILE-syndromet, som hos nyfödda är dödliga tillstånd som har multisystem- och neurologiska manifestationer som kännetecknar allvarliga mitokondriella störningar. Patogeniciteten hos flera mutationer har verifierats i modellsystem som jäst.
I vilken utsträckning dessa olika patologier beror på bioenergetiska brister eller överproduktion av superoxid är för närvarande okänd.